# Jerry Yang (joueur de poker)
 (novembre 2014).
Si vous disposez d'ouvrages ou d'articles de référence ou si vous connaissez des sites web de qualité traitant du thème abordé ici, merci de compléter l'article en donnant les références utiles à sa vérifiabilité et en les liant à la section « Notes et références ».
Pour les articles homonymes, voir Yang et Jerry Yang.
Jerry Yang (né en 1968 au Laos, d'origine hmong) est un joueur de poker amateur américain vivant à Temecula (Californie) et ayant remporté le Main event des World Series of Poker 2007. 
Diplômé de psychologie, il exerce la profession de psychologue et est travailleur social. Il est marié et père de six enfants.
Ayant commencé à jouer au poker en 2005, Jerry Yang gagne son ticket d'entrée au Main event des WSOP 2007 en remportant un tournoi qualificatif à 225 $  au Pechanga Resort and Casino de Temecula. Il termine premier des 6 358 joueurs inscrits au Main event et remporte la somme de 8 250 000 $, son adversaire Tuan Lam finissant second.
Yang a annoncé vouloir distribuer 10 % de ses gains à trois associations caritatives (Make-A-Wish Foundation, Feed the Children et Ronald McDonald House) et à son ancienne université (Loma Linda University).